# John Lewis Gaddis

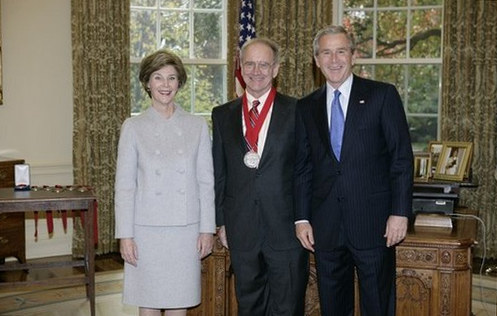
John Lewis Gaddis, gemeinsam mit Laura und George W. Bush, bei der Verleihung der National Humanities Medal am 10. November 2005 im Weißen Haus

John Lewis Gaddis (* 1941 in Cotulla, Texas) ist ein US-amerikanischer Historiker.

## Leben
John Lewis Gaddis wuchs in Cotulla, Texas auf. Er studierte an der University of Texas at Austin, wo er 1962 seinen Bachelor, 1965 seinen Master und 1968 seinen Doktor erhielt. Anschließend unterrichtete er kurzzeitig an der Indiana University Southeast, bevor er 1969 zur Ohio University wechselte, wo er 1983 zum Professor berufen wurde und das von ihm gegründete Contemporary History Institute leitete. Während dieser Zeit war er Gastdozent an Universitäten wie  der Universität Helsinki, dem Naval War College und an der University of Oxford, wo er von 1992 bis 1993 Harmsworth Professor of American History war. Seit 1997 ist er an der Yale University, wo er Lovett Professor of Military and Naval History wurde. Von 2001 bis 2002 war er George Eastman Professor in Oxford, wodurch er nach Robin Winks erst der zweite Historiker war, der sowohl die Hamsworth- als auch Eastman-Professur innehatte.

## Werk und Auszeichnungen
Gaddis gilt als Experte des Kalten Krieges. Er beschäftigte sich mit der Containment-Politik und weiteren Aspekten der Diplomatiegeschichte der Vereinigten Staaten. Zwischen der traditionellen Auffassung, der Kalte Krieg sei in der Ideologie Stalins und des Sowjetmarxismus begründet gewesen (z. B. bei George F. Kennan 1946 oder Herbert Feis 1957), und der revisionistischen (beginnend bei William A. Williams 1959), der Kalte Krieg gehe zum großen Teil auf den US-Imperialismus bzw. auf die ökonomischen Interessen der US-Wirtschaft zurück, begann mit Gaddis (1972) die Reihe der „postrevisionistischen“ Autoren, zu denen noch George C. Herring (1973) und Daniel Yergin (1977) gehören. Sie versuchen sich von einseitigen Zuweisungen der Verantwortung zu lösen und vor allem das seit 1989 zugängliche Quellenmaterial im ehemaligen Ostblock einzubeziehen. Durch Letztes ist bei Gaddis (2005) eine Zuwendung zur alten Position Kennans zu erkennen, dass Josef Stalins Persönlichkeit eine der Hauptursachen des Kalten Krieges war.
Gaddis wurde unter anderem für seine 2011 erschienene Biografie George F. Kennan: An American Life über das Leben des Historikers und Diplomaten George F. Kennan mit einem American History Book Prize, dem National Book Critics Circle Award und dem Pulitzer-Preis für die Beste Biografie ausgezeichnet. Er wurde 1995 in die American Academy of Arts and Sciences gewählt und ist auswärtiges Mitglied der Finnischen Akademie der Wissenschaften.

## Schriften
- The United States and the Origins of the Cold War, 1941–1947 (1972)
- Russia, the Soviet Union, and the United States: An Interpretive History (1978)
- Strategies of Containment: A Critical Appraisal of Postwar American National Security Policy (1982)
- The Long Peace: Inquiries into the History of the Cold War (1987)
- The United States and the End of the Cold War: Reconsideration, Implications, Provocations (1992)
- Ethics & International Affairs, Volume 10 (1996)
- We Now Know: Rethinking Cold War History (1997)
- The Landscape of History: How Historians Map the Past (2002)
- Surprise, Security, and the American Experience (2004)
- The Cold War: A New History (2005)
  - Der Kalte Krieg: Eine neue Geschichte, Sieder Verlag 2007, 384 Seiten, ISBN 978-3-88680-864-9.
- Ending Tyranny: The past and future of an idea
- The American Interest (2008)
- George F. Kennan: An American Life (2011)
- On Grand Strategy. Penguin, New York 2019, ISBN 978-0-14-198722-4.

## Einzelbelege
1. ↑  Wilfried Loth: Die Teilung der Welt: Geschichte des Kalten Krieges 1941-1955. Deutscher Taschenbuch-Verlag, München 1980, ISBN 3-423-30756-0, S. 14–23.
2. ↑  Historian: John Lewis Gaddis. In: The Cold War. 1. Februar 2017, abgerufen am 24. Juni 2022 (amerikanisches Englisch).

| Personendaten    | Personendaten                      |
| ---------------- | ---------------------------------- |
| NAME             | Gaddis, John Lewis                 |
| KURZBESCHREIBUNG | US-amerikanischer Historiker       |
| GEBURTSDATUM     | 1941                               |
| GEBURTSORT       | Cotulla, Texas, Vereinigte Staaten |